# PBZ Zagreb Indoors 2009
PBZ Zagreb Indoors 2009 — тенісний турнір, що проходив на кортах з твердим покриттям у місті Загреб, Хорватія з 2 лютого . Належав до категорії ATP World Tour 250.

## Фінальна частина

### Одиночний розряд
Марин Чилич —  Маріо Анчич 6–3, 6–4

### Парний розряд
Мартін Дамм /  Роберт Ліндстедт —  Крістофер Кас /  Рогір Вассен 6–4, 6–3